# Distrikt Quiñota
Der Distrikt Quiñota liegt in der Provinz Chumbivilcas in der Region Cusco in Südzentral-Peru. Der am 17. März 1962 gegründete Distrikt hat eine Fläche von 227 km². Beim Zensus 2017 wurden 4079 Einwohner gezählt. Im Jahr 1993 lag die Einwohnerzahl bei 3671, im Jahr 2007 bei 4317. Die Distriktverwaltung befindet sich in der 3593 m hoch gelegenen Ortschaft Quiñota mit 930 Einwohnern (Stand 2017). Quiñota liegt 16 km nordnordwestlich der Provinzhauptstadt Santo Tomás.

## Geographische Lage
Der Distrikt Quiñota liegt im Westen der Provinz Chumbivilcas. Der Distrikt liegt im Andenhochland. Der Fluss Río Santo Tomás fließt entlang der nordöstlichen Distriktgrenze nach Norden.
Der Distrikt Quiñota grenzt im Westen an den Distrikt Haquira (Provinz Cotabambas), im Nordosten an den Distrikt Colquemarca sowie im Osten und im Süden an den Distrikt Llusco.